# 楊秦
楊秦（1482年—1529年），字濟之，號雪堂，興州中屯衛官籍山西潞城縣人，明朝政治人物。

## 生平
順天府鄉試第一百三名舉人。正德十二年（1517年）中式丁丑科會試第六十八名，登第三甲第八十九名進士。礼部观政，十四年己卯授行人，以諫武宗南巡，謫国子监學正。十六年五月詔復原职。嘉靖初选授福建道监察御史，奉敕陕西清军。四年回京，摄四道事，不久稱病。五年春出为四川按察司佥事，八年二月卒于官。

## 家族
曾祖楊信；祖父楊勇，曾任湯陰縣主簿；父楊琮，母宗氏；繼母杜氏。永感下。